# El mortitxol
El mortitxol, conegut també com a Dansa del velatori (o vetlatori) o Dansa de l’albat, és un ball popular que té el seu origen al País Valencià i que es feia per vetllar el cadàver d’un infant o albat.

## Història
El mortitxol era una dansa popular que formava part del ritual funerari amb motiu de la mort d’un infant o albat a les comarques valencianes. Se’n té constància fins a principis del segle xx, especialment en les zones de la costa valenciana i en les poblacions de Castelló i Alacant.
En morir un infant menor de 8 anys, els coneguts es congregaven a la seva casa per vetlar-lo i acompanyar el dol i cantaven i ballaven aquesta dansa. El ritus consistia en disposar el cadàver en un taüt i vestir-lo amb teles i flors de paper o roba blanques, com a símbol de puresa. Es pintava la cara de l’infant per donar-li aparença d’àngel i de vida i entre les mans se li col·locava un petit ram. El cerimonial incloïa també un refrigeri per als assistents, a base de fruita seca i un barral de vi o mistela.
La música i el ball s'iniciaven en fer-se fosc, i les parelles s'hi anaven afegint. La música, que seguia la melodia del Ball de l’u de la riberenca, es tocava sobretot amb instruments de corda (bandúrries o guitarres) a ritme de fandango i es podia acompanyar amb postisses. La lletra de la cançó convidava a la dansa i oferia consol a la família, convertint la mort d’un albat en un motiu d’alegria pel fet que un àngel havia pujat al cel. Tot i que n’han arribat uns versos, podia incloure també parts improvisades:
La dansa del vetlatori dones vingau a ballar
que és dansa que sempre es dansa quan es mor algun albat.
En esta casa s'ha mort un albaet molt bonic,
però no ploreu per ell que ja ha acabat de patir.
El pare i la mare ploren, no ploren pel xic no,
que s'ha mort la criatura sense saber lo que és mon.
Quin goig més gran que deu tindre, la mare d’eixe xiquet,
que se n’ha pujat al cel i s'ha tornat angelet.
La dansa del vetlatori senyores ja s'ha acabat
que és dansa que sempre es dansa quan es mor algun albat.
Segons les poblacions, el ball rebia altres noms com dansa del vetlatori (a Albaida o Valldigna), del mortitxol (Alacant) o de l’albat (més enllà del Xúquer). El comediògraf valencià Francesc Tordera i Lledó (1826-1889) va escriure La vetlada d’un mortitxol, on descrivia detalladament el ritu de la vetlla dels albats a les comarques valencianes.

## Adaptació coreogràfica
El coreògraf Albert Sans i Arís va fer una adaptació escenogràfica de la Dansa del mortitxol l’any 1976, que va estrenar l'Esbart Dansaire de Rubí al Teatre la Faràndula de Sabadell. Per a reconstruir el ball i adaptar-lo a l'escenari, Albert Sans va viatjar al País Valencià per trobar persones que encara en recordessin els passos. Amb instrumentació de Jordi Núñez i Pallarola i amb un vestuari molt sobri dissenyat per Fabià Puigserver i Plana, la coreografia presentava la dansa com expressió per a vèncer la tristor davant la mort d’un infant. Per a representar la figura tradicional del cançoner que explicava la història, es va recórrer a una persona cantant la cançó amb una guitarra.
La coreografia s'iniciava amb passos molt simples executats per una parella, a la que s'anaven afegint la resta en crescendo fins a una part coral que representava l’alegria en forma de dansa.